# Damon Albarn
W treści tego artykułu od 2011-06 występują prawdopodobnie wyrażenia zwodnicze, co nie jest zgodne z zasadami przyjętymi w Wikipedii.
 Po wyeliminowaniu niedoskonałości należy usunąć szablon {{Dopracować}} z tego artykułu.
Damon Albarn (ur. 23 marca 1968 w Londynie) – brytyjski wokalista, kompozytor i producent, zdobywca nagrody Grammy. Dzięki swoim rozpoznawalnym tekstom i muzyce, nawiązującej do wielu rozmaitych stylów, stał się jednym z najbardziej popularnych muzyków angielskich ostatnich 20 lat, zdobywając sobie uznanie nie tylko w ojczyźnie, ale i na całym świecie.

## Życiorys

### Blur
Pierwszy zespół Damona Albarna, Blur, powstał w 1989 roku w Londynie, na fali formującego się w latach 90. nowego kierunku britpop. W jego skład wchodzą też: gitarzysta Graham Coxon, basista Alex James i perkusista Dave Rowntree. Blur, jako największy zespół britpopowy w Europie, wywarł ogromny wpływ na ten gatunek. Słynna rywalizacja o popularność na scenie muzycznej z konkurencyjnym zespołem Oasis, spowodowała ogromny wzrost zainteresowania britpopem na wyspach brytyjskich.

### Gorillaz
Albarn, jako wszechstronny artysta, podczas wieloletniej kariery angażował się w różne oryginalne i nietypowe projekty muzyczne. Największy sukces odniósł założony wspólnie z rysownikiem Jamiem Hewlettem wirtualny zespół Gorillaz, w którym Albarn pełni rolę głównego kompozytora i wokalisty.

### Kariera solowa
Po rozpadzie Blur, Albarn zajął się karierą solową, nagrywając w takich krajach jak Mali czy Nigeria. Jego piosenka Closet Romantic znalazła się na ścieżce dźwiękowej do filmu Trainspotting. Fatboy Slim wykorzystał wokal Albarna w piosence Put It Back Together. Albarn skomponował także muzykę do filmów Drapieżcy i Przyzwoity Przestępca.
W 2007 roku w Palace Theatre w Manchesterze odbyła się premiera opery Monkey: Journey To The West, stworzonej we współpracy z Jamiem Hewlettem oraz z uznanym chińskim reżyserem teatralnym i operowym Chen Shi-zhengiem. Damon Albarn jest autorem partytury, Hewlett zaprojektował kostiumy i scenografię.

### The Good, the Bad and the Queen
W maju 2006 roku magazyn NME podał wiadomość, że Damon Albarn pracuje nad swoim pierwszym solowym albumem zatytułowanym roboczo The Good, the Bad and the Queen. Miesiąc później NME zakomunikował, że zamiast solowego albumu Albarn sformował nowy zespół nazwany właśnie The Good, the Bad and the Queen.
Debiutancka płyta grupy, wyprodukowana przez Danger Mouse’a zdobyła nagrodę MOJO Awards w kategorii Najlepszy Album roku 2007.
W skład zespołu oprócz Damona Albarna, jako wokalisty i kompozytora, wchodzą basista Clash - Paul Simonon, gitarzysta The Verve i Gorillaz - Simon Tong, i perkusista Tony Allen.

### DRC Music
W lipcu 2011 Albarn kierował projektem DRC Music, w ramach którego powstała płyta Kinshasa One Two. Na płycie tej występują muzycy z Demokratycznej Republiki Kongo, których utwory zostały wyprodukowane przez kolektyw brytyjskich producentów muzycznych o nazwie DRC Music. Nagrania miały miejsce w lipcu 2011 w Kinszasie, stolicy DRK. Dochody ze sprzedaży albumu w całości zostały przeznaczone na pracę organizacji charytatywnej Oxfam w Demokratycznej Republice Kongo.

### Everyday Robots
Pod koniec 2013 roku Albarn zapowiedział swój pierwszy solowy album – „Everyday Robots”. 3 grudnia w Fox Studios odbył się prywatny koncert, na którym artysta zagrał część piosenek z nadchodzącego krążka.
Album został wyprodukowany przez Richarda Russella z XL Recordings i wydany 28 kwietnia 2014. Albarn zapowiedział także trasę koncertową, na której grał będzie nie tylko nowe kompozycje, ale też piosenki ze swoich innych projektów, w tym Blur i Gorillaz. Muzyk potwierdził też gościnne występy Briana Eno i The Leytonstone City Mission Choir.

## Życie prywatne
Damon Albarn był przez długi czas związany z liderką zespołu Elastica, Justine Frischmann. Ten związek był inspiracją dla wielu jego utworów między innymi Yuko and Hiro, który opowiada o ich miłości, Beetlebum o rozgłaszanym w mediach uzależnieniu Justine od heroiny, a także napisane już po ich rozstaniu Tender i No Distance Left to Run.
Obecnie mieszka w Notting Hill w Londynie z artystką Suzi Winstanley i córką Missy, urodzoną w 1999 roku.

## Dyskografia
Albumy
| Rok                            | Tytuł | Pozycja na liście | Pozycja na liście | Pozycja na liście | Pozycja na liście | Pozycja na liście | Pozycja na liście | Pozycja na liście |
| Rok                            | Tytuł | UK                | FRA               | DNK               | POL               | CHE               | AUT               | SWE               |
| ------------------------------ | --- | ----------------- | ----------------- | ----------------- | ----------------- | ----------------- | ----------------- | ----------------- |
| 2002                           | Mali Music (oraz Afel Bocoum, Toumani Diabaté & Friends) - Data: 15 kwietnia 2002 - Wydawca: Honest Jon’s/EMI                                       | –                 | 128               | –                 | –                 | –                 | –                 | –                 |
| 2007                           | The Good, the Bad & the Queen (oraz Tony Allen, Paul Simonon, Simon Tong) - Data: 22 stycznia 2007 - Wydawca: Parlophone, Honest Jon’s, EMI, Virgin | –                 | –                 | –                 | –                 | –                 | –                 | –                 |
| 2014                           | Everyday Robots - Data: 25 kwietnia 2014 - Wydawca: Parlophone, Warner Bros, XL                                                                     | 2                 | 6                 | 4                 | 40                | 6                 | 12                | 44                |
| „–” pozycja nie była notowana. | |                   |                   |                   |                   |                   |                   |                   |

Ścieżki dźwiękowe
| Rok                            | Tytuł                                                                               | Pozycja na liście | Pozycja na liście | Pozycja na liście | Pozycja na liście | Pozycja na liście | Pozycja na liście | Pozycja na liście |
| Rok                            | Tytuł                                                                               | UK                | FRA               | CHE               |                   |                   |                   |                   |
| ------------------------------ | ----------------------------------------------------------------------------------- | ----------------- | ----------------- | ----------------- | ----------------- | ----------------- | ----------------- | ----------------- |
| 1999                           | Ravenous (oraz Michael Nyman) - Data: 9 marca 1999 - Wydawca: Virgin, EMI           | –                 | –                 | –                 |                   |                   |                   |                   |
| 2001                           | 101 Reykjavík (oraz Einar Örn Benediktsson) - Data: 19 września 2001 - Wydawca: EMI | –                 | –                 | –                 |                   |                   |                   |                   |
| 2008                           | Monkey: Journey to the West - Data: 18 sierpnia 2008 - Wydawca: XL                  | –                 | –                 | –                 |                   |                   |                   |                   |
| 2012                           | Dr Dee - Data: 7 maja 2012 - Wydawca: Parlophone                                    | 42                | 99                | 36                |                   |                   |                   |                   |
| „–” pozycja nie była notowana. |                                                                                     |                   |                   |                   |                   |                   |                   |                   |